# Grand Prix de Fourmies
Grand Prix de Fourmies er en årligt landevejscykelløb i den franske kommune Fourmies, Nord, Nord-Pas-de-Calais.
Løbet finder sted i midten af september måned.
Løbet afvikles som et endagsløb. I 1960 – 1962, 1972 og 1973, blev der gjort forsøg med to-etaper.
Siden 2020 har løbet været en del af UCI ProSeries.
Grand Prix de Fourmies blev afviklet første gang i 1928, hvor vinderen var franskmanden Albert Barthélémy, som sammen med belgieren Jean-Luc Vandenbroucke, har vundet løbet tre gange.

## Vindere
| År                        | Vinder                  | Toer                    | Treer                     |
| ------------------------- | ----------------------- | ----------------------- | ------------------------- |
| 1928                      | Albert Barthélémy       | Achille Bauwens         | Maurice Denamur           |
| 1929                      | Albert Barthélémy       | Joseph Vanderhaegen     | Rémi Decroix              |
| 1930                      | Albert Barthélémy       | Rémy Verschaetse        | Marcel Muffat             |
| 1931                      | André Vanderdonckt      | Joseph Vanderhaegen     | Albert Barthélémy         |
| 1932                      | Georges Christiaens     | Albert Barthélémy       | Gustave Beckaert          |
| 1933                      | François Mintkiewicz    | Fernand Lemay           | Kamiel Vermassen          |
| 1934                      | Maurice Leleux          | Marcel Duquenne         | Émile Joly                |
| 1935                      | Eloi Meulenberg         | Raymond Debruyckere     | Robert Wierinckx          |
| 1936                      | Léon Lebon              | Emile Bribosia          | Odilon Mewis              |
| 1937                      | Gabriel Dubois          | Albert Perikel          | Paul Botquint             |
| 1938                      | Gabriel Dubois          | André Denhez            | Georges Hubatz            |
| 1939                      | Emile Laplanche         | Wadislas Albrechlinsky  | Bruno Gaspérini           |
| 1940 ikke arrangeret      |                         |                         |                           |
| 1941                      | Maurice De Muer         | Marcel Delfosse         | Raymond Debruyckere       |
| 1942 ikke arrangeret      |                         |                         |                           |
| 1943                      | Camille Blanckaert      | Jules Carion            | Louis Deprez              |
| 1944-1945 ikke arrangeret |                         |                         |                           |
| 1946                      | René Lafosse            | Eloi Vantighem          | Georges Blum              |
| 1947                      | Fernand Patté           | Camille Blanckaert      | Fernand Delvallée         |
| 1948                      | Georges Hubatz          | Yvon Hayez              | Edward Klabiński          |
| 1949                      | Eugène Dupuis           | Francis Delepière       | Yvon Hayez                |
| 1950                      | Edward Klabiński        | Lucien Maelfait         | Roger Sannier             |
| 1951                      | Francis Delepière       | Cyriel Maes             | Julien Conan              |
| 1952                      | Michel Vuylsteke        | César Marcelak          | Louis Deprez              |
| 1953                      | Gilbert Pertry          | Gilbert Scodeller       | Pierre Pardoën            |
| 1954                      | Serge Mménéghétti       | Stanislas Gnoinski      | Hubert Colas              |
| 1955                      | Pierre Pardoën          | Elio Gerussi            | Paul Taedelman            |
| 1956                      | Elio Gerussi            | Pierre Pardoën          | Jean-Claude Annaert       |
| 1957                      | Jean Stablinski         | Narcisio Carrara        | Georges Dufranne          |
| 1958                      | Pierre Machiels         | Jean Pasinetti          | Jean Dacquay              |
| 1959                      | André Noyelle           | Camille Le Menn         | Albert Bouvet             |
| 1960                      | Michel Vermeulin        | Maurice Munter          | Raymond Poulidor          |
| 1961                      | Joseph Wasko            | Édouard Delberghe       | Camille Le Menn           |
| 1962                      | Guy Ignolin             | Gérard Thiélin          | Alfons Hellemans          |
| 1963                      | Benoni Beheyt           | Norbert Coreelman       | Jean-Pierre Van Haverbeke |
| 1964                      | Frans Melckenbeeck      | Lode Troonbeeckx        | Jo de Roo                 |
| 1965                      | Georges Van Coningsloo  | Willy Bocklant          | Roger Swerts              |
| 1966 ikke arrangeret      |                         |                         |                           |
| 1967                      | Willy Van Neste         | Jos Huysmans            | Willy Monty               |
| 1968                      | Gerben Karstens         | Willy Bocklant          | Roger Rosiers             |
| 1969                      | Ronny De Witte          | Jan Krekels             | Harrie Steevens           |
| 1970                      | Noël Vantyghem          | Leif Mortensen          | Frans Verbeeck            |
| 1971                      | Barry Hoban             | Herman Beysens          | Gilbert Bellone           |
| 1972                      | René Pijnen             | Leif Mortensen          | Noël Vantyghem            |
| 1973                      | Eddy Merckx             | Joop Zoetemelk          | Joseph Bruyère            |
| 1974                      | Willy Teirlinck         | Christian De Buysschere | Georges Talbourdet        |
| 1975                      | Dietrich Thurau         | Ludo Peeters            | Walter Planckaert         |
| 1976                      | Jean-Luc Vandenbroucke  | Dietrich Thurau         | Patrick Béon              |
| 1977                      | Jean-Luc Vandenbroucke  | Raphaël Constant        | André Chalmel             |
| 1978                      | Yves Hézard             | Daniel Gisiger          | Jean Chassang             |
| 1979                      | Jean-Luc Vandenbroucke  | Etienne Van der Helst   | Jean-René Bernaudeau      |
| 1980                      | Jacques Bossis          | Géry Verlinden          | Etienne Van der Helst     |
| 1981                      | Jozef Lieckens          | Régis Clère             | Francis Castaing          |
| 1982                      | Rudy Mathys             | Paul Haghedooren        | Jan Wijnants              |
| 1983                      | Gilbert Duclos-Lassalle | Kim Andersen            | Ferdi Van Den Haute       |
| 1984                      | Ferdi Van Den Haute     | Pierre Bazzo            | Laurent Fignon            |
| 1985                      | Jean Habets             | Leo van Vliet           | Gilbert Duclos-Lassalle   |
| 1986                      | Jozef Lieckens          | Gert-Jan Theunisse      | Jean-Marie Wampers        |
| 1987                      | Adrie van der Poel      | Jozef Lieckens          | Eric Van Lancker          |
| 1988                      | Edwin Bafcop            | Seán Kelly              | Dirk Demol                |
| 1989                      | Martial Gayant          | Jean-François Brasseur  | Hendrik Redant            |
| 1990                      | Frans Maassen           | Søren Lilholt           | Mauro Gianetti            |
| 1991                      | Vincent Lacressonnière  | Jean-Claude Colotti     | Nico Verhoeven            |
| 1992                      | Olaf Ludwig             | Stéphane Hennebert      | Mauro Gianetti            |
| 1993                      | Max Sciandri            | Dimitrij Zjdanov        | Laurent Madouas           |
| 1994                      | Andrea Tafi             | Gianluca Bortolami      | Gianluca Gorini           |
| 1995                      | Max Sciandri            | Frank Vandenbroucke     | Rolf Sørensen             |
| 1996                      | Michele Bartoli         | Frank Vandenbroucke     | Claudio Chiappucci        |
| 1997                      | Andrea Tafi             | Gianluca Bortolami      | Michele Bartoli           |
| 1998                      | Luca Mazzanti           | Anthony Langella        | Oscar Pelliccioli         |
| 1999                      | Dmitri Konyschew        | Max Sciandri            | Dave Bruylandts           |
| 2000                      | Andrej Hauptman         | Andrea Ferrigato        | Bo Hamburger              |
| 2001                      | Scott Sunderland        | Fred Rodriguez          | Jens Voigt                |
| 2002                      | Gianluca Bortolami      | Laurent Jalabert        | Cédric Vasseur            |
| 2003                      | Baden Cooke             | Daniele Nardello        | Fabian Wegmann            |
| 2004                      | Andrej Kasjetjkin       | Dmitrij Fofonov         | Thor Hushovd              |
| 2005                      | Robbie McEwen           | Stefan van Dijk         | Jean-Patrick Nazon        |
| 2006                      | Philippe Gilbert        | Adrián Palomares        | Michael Albasini          |
| 2007                      | Peter Velits            | Daniele Nardello        | Baden Cooke               |
| 2008                      | Giovanni Visconti       | Stéphane Goubert        | Fabio Sacchi              |
| 2009                      | Romain Feillu           | Manuel Belletti         | Jawhen Hutarovitj         |
| 2010                      | Romain Feillu           | Davide Appollonio       | Kenny Dehaes              |
| 2011                      | Guillaume Blot          | Alexander Kristoff      | Stefan van Dijk           |
| 2012                      | Lars Bak                | Alexander Kristoff      | Marcel Kittel             |
| 2013                      | Nacer Bouhanni          | André Greipel           | Bryan Coquard             |
| 2014                      | Jonas Vangenechten      | Tom Van Asbroeck        | Elia Viviani              |
| 2015                      | Fabio Felline           | Tom Boonen              | Nacer Bouhanni            |
| 2016                      | Marcel Kittel           | Nacer Bouhanni          | Bryan Coquard             |
| 2017                      | Nacer Bouhanni          | Marc Sarreau            | Rüdiger Selig             |
| 2018                      | Pascal Ackermann        | Arnaud Démare           | Álvaro Hodeg              |
| 2019                      | Pascal Ackermann        | Jasper Philipsen        | Boy van Poppel            |
| 2021                      | Elia Viviani            | Pascal Ackermann        | Fernando Gaviria          |
| 2022                      | Caleb Ewan              | Dylan Groenewegen       | Amaury Capiot             |
| 2023                      | Tim Merlier             | Gerben Thijssen         | Matteo Moschetti          |
| 2024                      | Arvid de Kleijn         | Gerben Thijssen         | Søren Wærenskjold         |
| 2025                      |                         |                         |                           |

## Ekstern henvisning
- Officiel hjemmeside

50°01′05″N 4°03′14″Ø / 50.018°N 4.054°Ø